# Мемориальный комплекс «Крыло Икара»
«Крыло Икара» или мемориал «Летчикам-испытателям прошлого, настоящего и будущего»  — мемориальный комплекс, расположенный в городе Ахтубинск Астраханской области.
Создан в память погибшим летчикам-испытателям. Если взглянуть на мемориал с высоты птичьего полёта, то в мраморных плитах угадываются кресты.

## История создания

### Выбор макета
Скульптор Фетисов Виктор Георгиевич совместно с Диной Ершовой разработал проект «Крыла» для одного из комсомольских конкурсов, но идею не приняли.
Когда из Ахтубинска приехал Степан Анастасович Микоян в сопровождении нескольких летчиков-испытателей, и увидел макет «Крыла», то предложил использовать его в качестве макета для мемориала погибшим летчикам-испытателям в г. Ахтубинск.
Микоян слыл человеком интеллигентным и тонко улавливающим грань между хорошим и безвкусицей, поэтому, когда продумывался макет для мемориала, сразу сказал:

«Нам не надо эпохальных фигур, улетающих куда-то в неизвестность»

Это высказывание было связано с тем, что в то время, после полета Гагарина в космос, было модно сооружать памятники с человеком, протянувшим ввысь руки. Здесь же требовалось найти обобщающий символ авиации прошлого, настоящего и будущего. В итоге, «Крыло Икара» легло в основу монумента.

### Строительство и материалы
На место строительства памятника был завезен песок и разбита площадка. Сооружение монумента происходило под открытым небом.
Рабочие вырезали листы из нержавеющей стали, гнули кувалдой на пеньках. Сваривал листы мастер из Капустин Яра, специализировавшийся на сварке ракетных шахт. Фетисов ездил за ним специально, высиживая по часу на совещаниях, чтобы по пути мастера никто не перехватил.
Работа Фетисова была замечена в Куйбышеве. Дело в том, что всего три памятника было выполнено в стране этим методом и один из них «Рабочий и Колхозница» Веры Мухиной, который, в отличие от «Крыла Икара» изготавливали на заводе. Позже, знаменитая скульптурная композиция, украшавшая вход на ВДНХ, находилась на реставрации — прогнили металлические каркасы. А в Ахтубинске Фетисовым впервые была применена уникальная технология — облепка каркаса гипсом. Гипс гигроскопичен и позволяет сохранять внутри оптимальный баланс. Зимой поглощает влагу, а летом её отдает, не позволяя металлу коррозировать. Именно поэтому, спустя 30 лет, памятник не поврежден, требуется только косметический ремонт основы.

### Попытка закрыть памятник
Памятник пытались закрыть, когда работы над ним уже были фактически завершены из-за того, что не было проведено согласование с Москвой. Авторитетная комиссия Министерства обороны бывшая проездом в Ахтубинске, случайно узнала о почти готовом монументе и усомнилась в целесообразности его завершения — так как заказали его малоизвестному скульптору, а не лауреату Ленинской премии. На самом деле к тому времени Фетисов являлся членом Союза художников.
Помогло вмешательство известного скульптора Георгия Васильевича Нероды, который высказался вполне определенно:

«Первый раз у нас проходит человек с периферии, а мы его отталкиваем. Надо поддержать»

На сторону мастера встали и летчики-испытатели, твердо настоявшие на первоначальном варианте, «Крыло» удалось отстоять.

## Ансамбль «Крыла Икара»
- «Крыло Икара» — стальной памятник в виде крыла.
- 4 стелы из черного мрамора с именами погибших летчиков-испытателей. С высоты птичьего полета похожи на кресты. На стелах высечены слова из поэмы «Рэквием», написанные поэтом Робертом Рождественским:

«Помним всех поименно,
Горем помним своим.
Это нужно не мертвым,
Это надо живым.»

- Захоронение Николая Ильича Стогова с памятником — заслуженный лётчик-испытатель СССР, Герой Советского Союза, полковник.[3].
- Небольшой прямоугольный парк с двумя аллеями, цветочными клумбами посередине. Окружен елями.[4]

## Фотогалерея

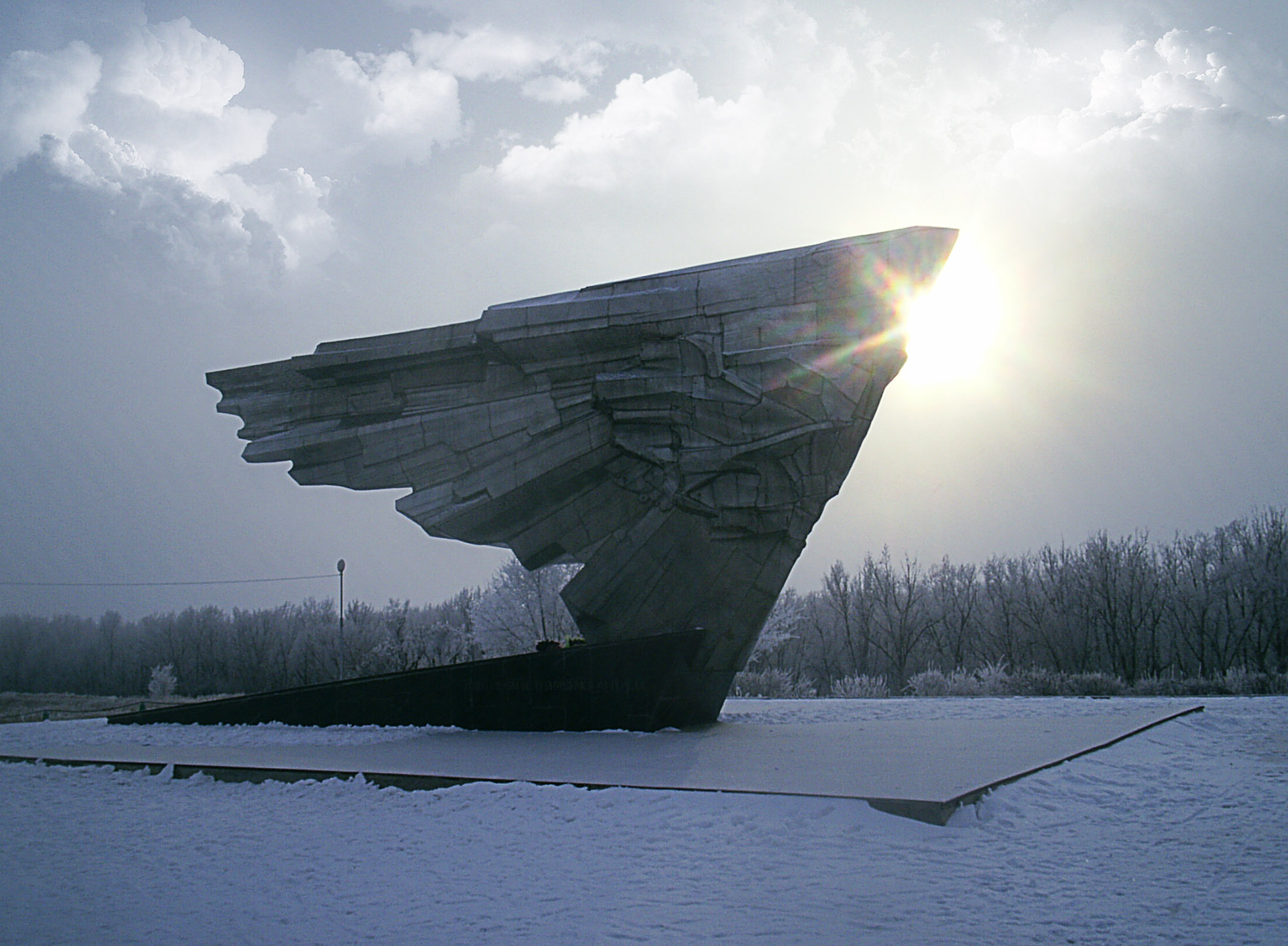
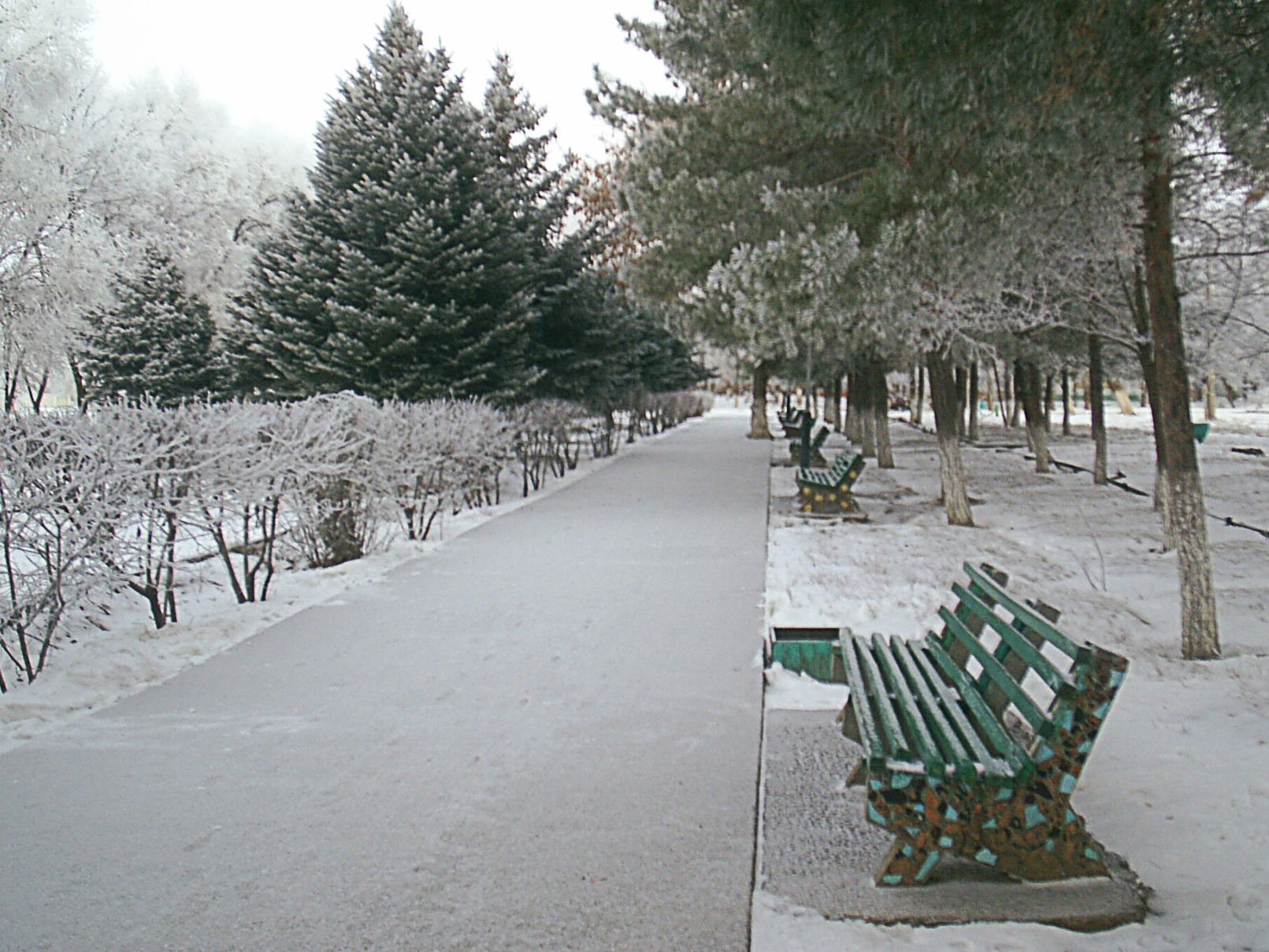
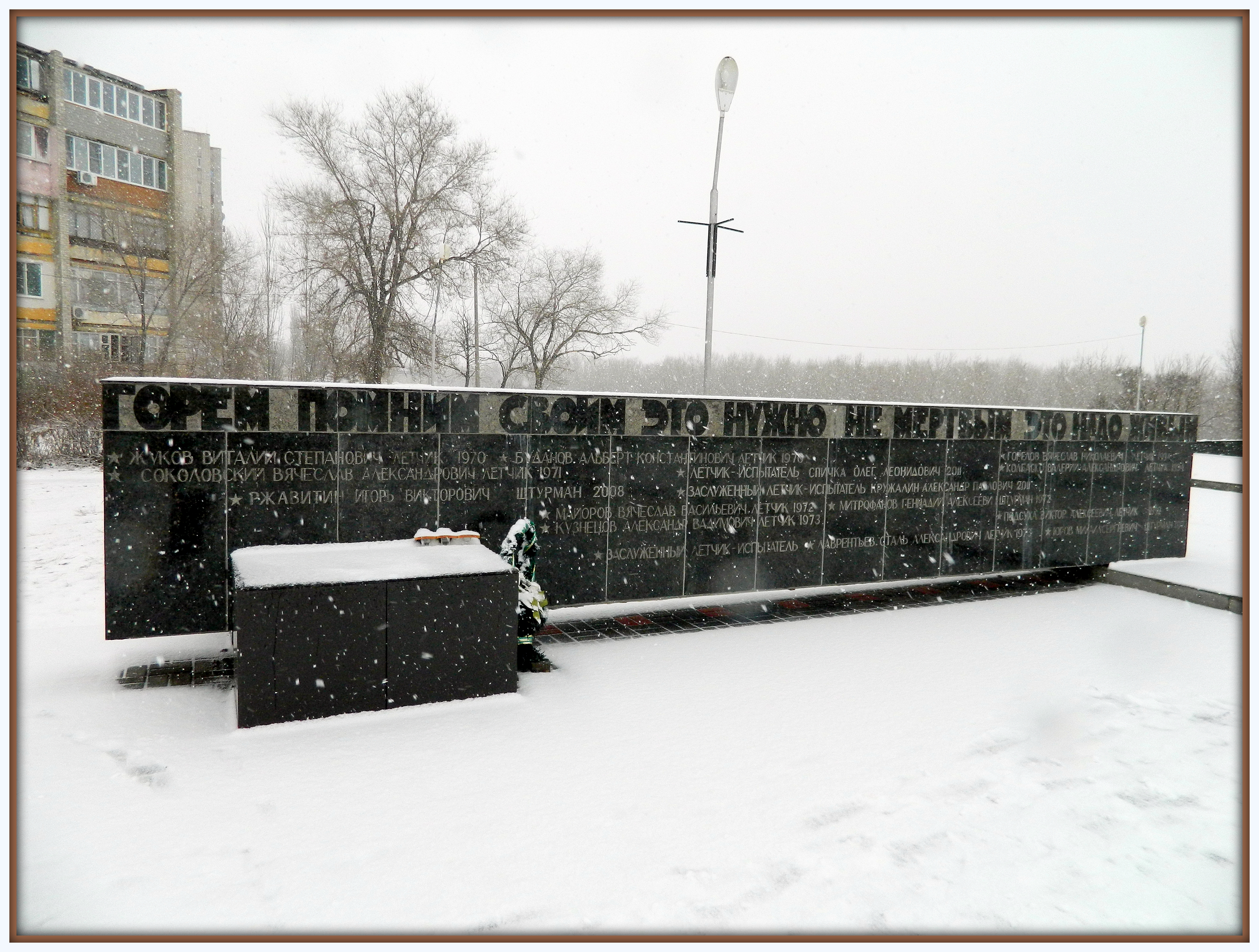
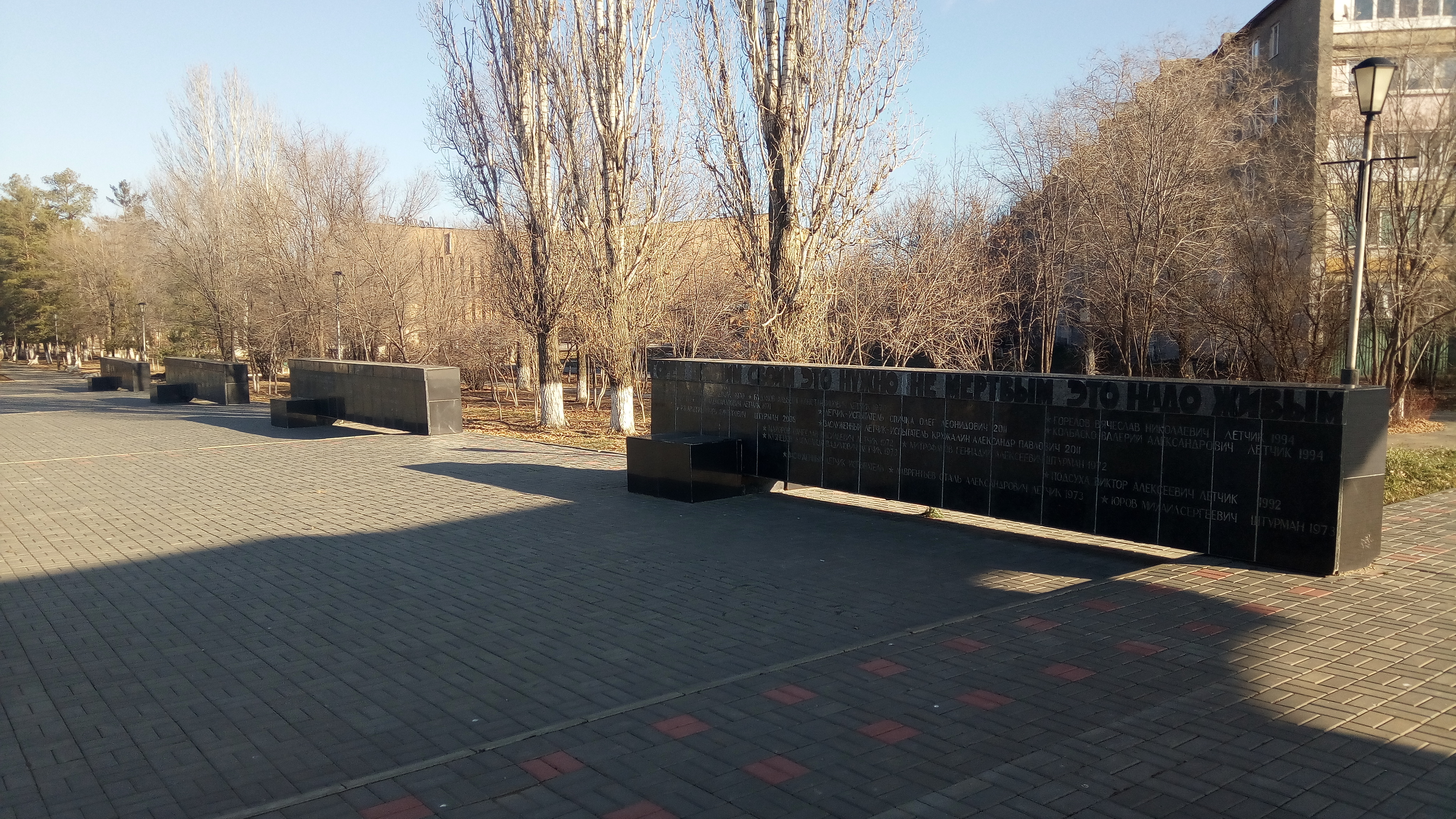
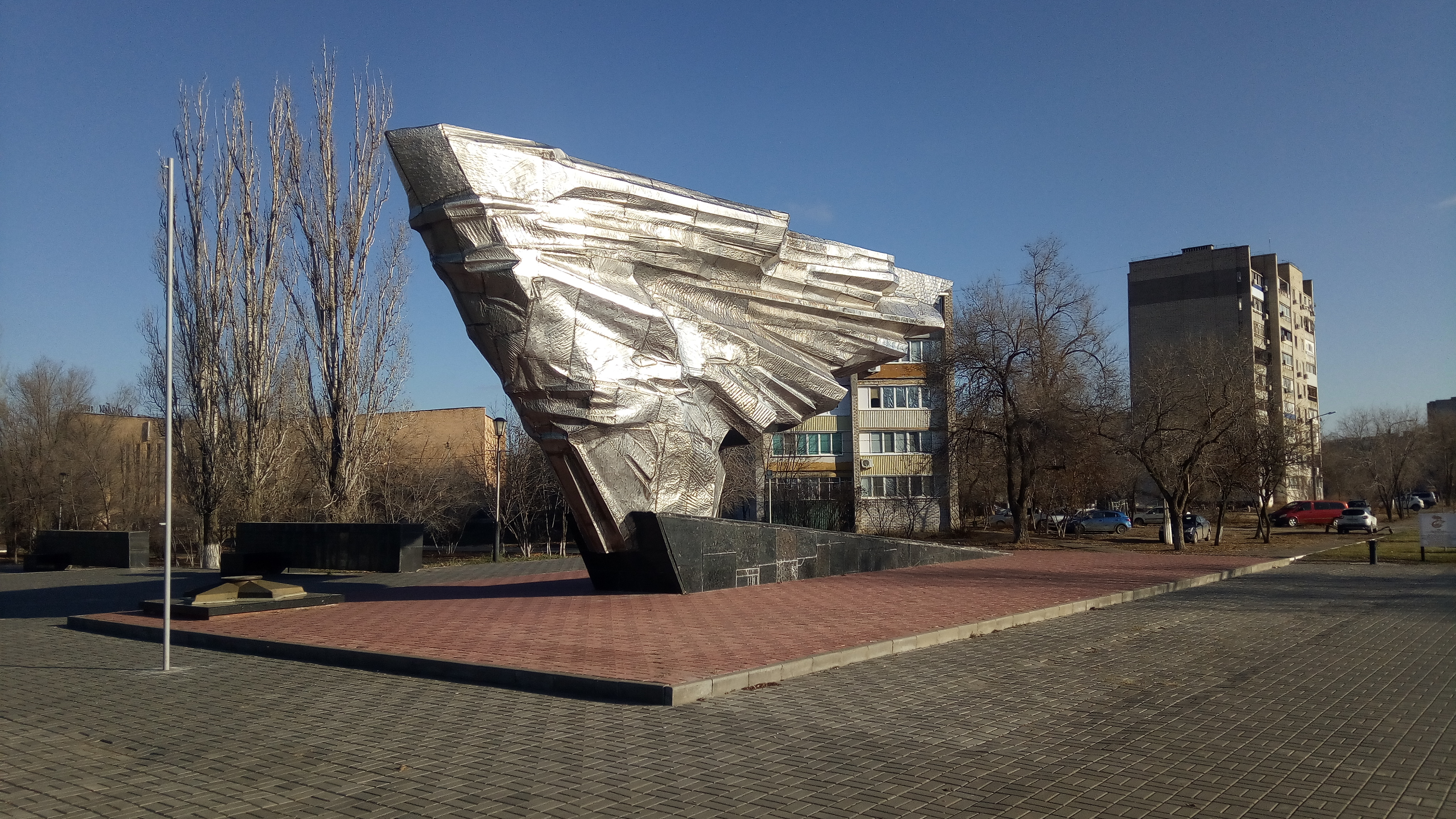
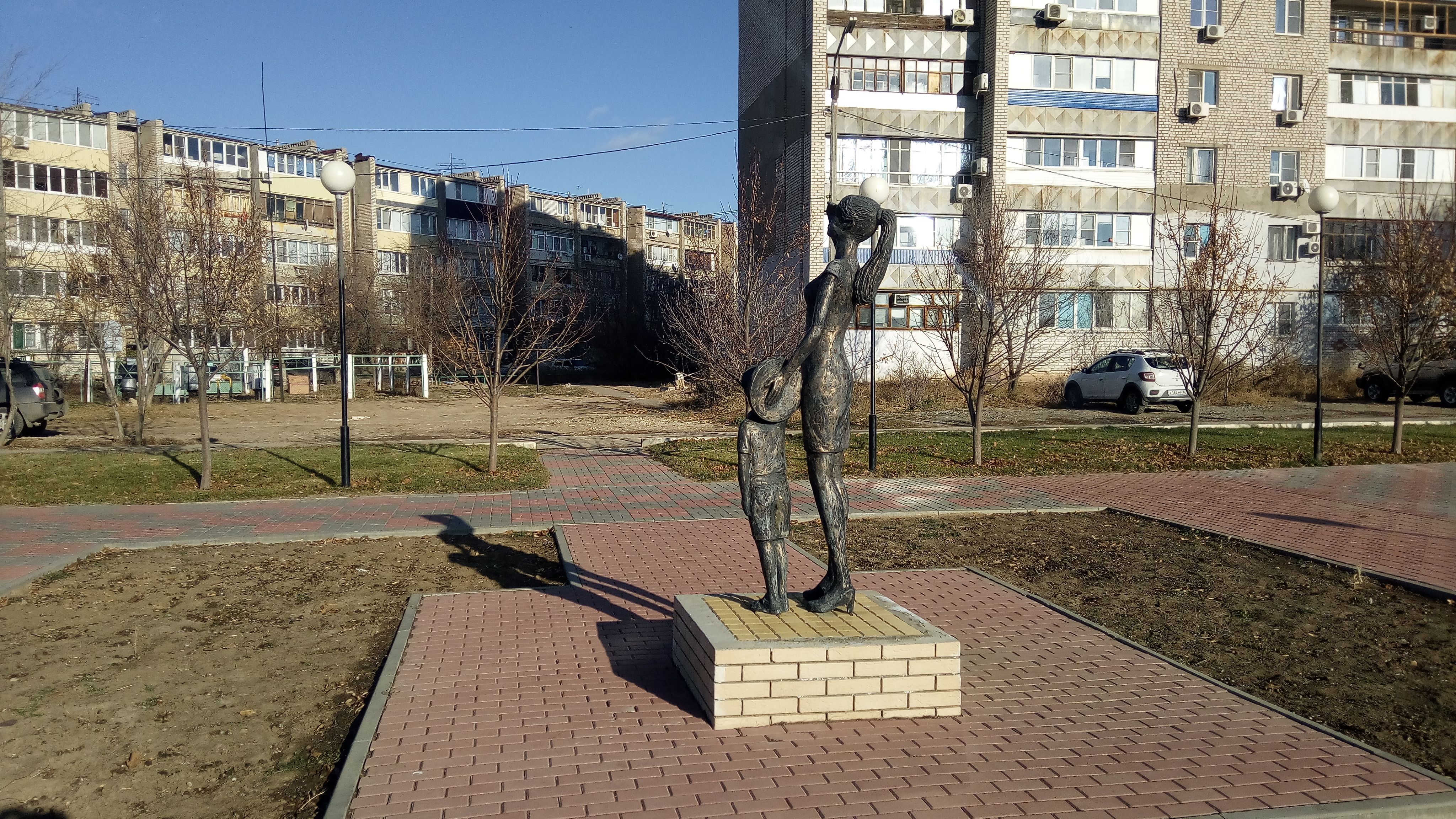
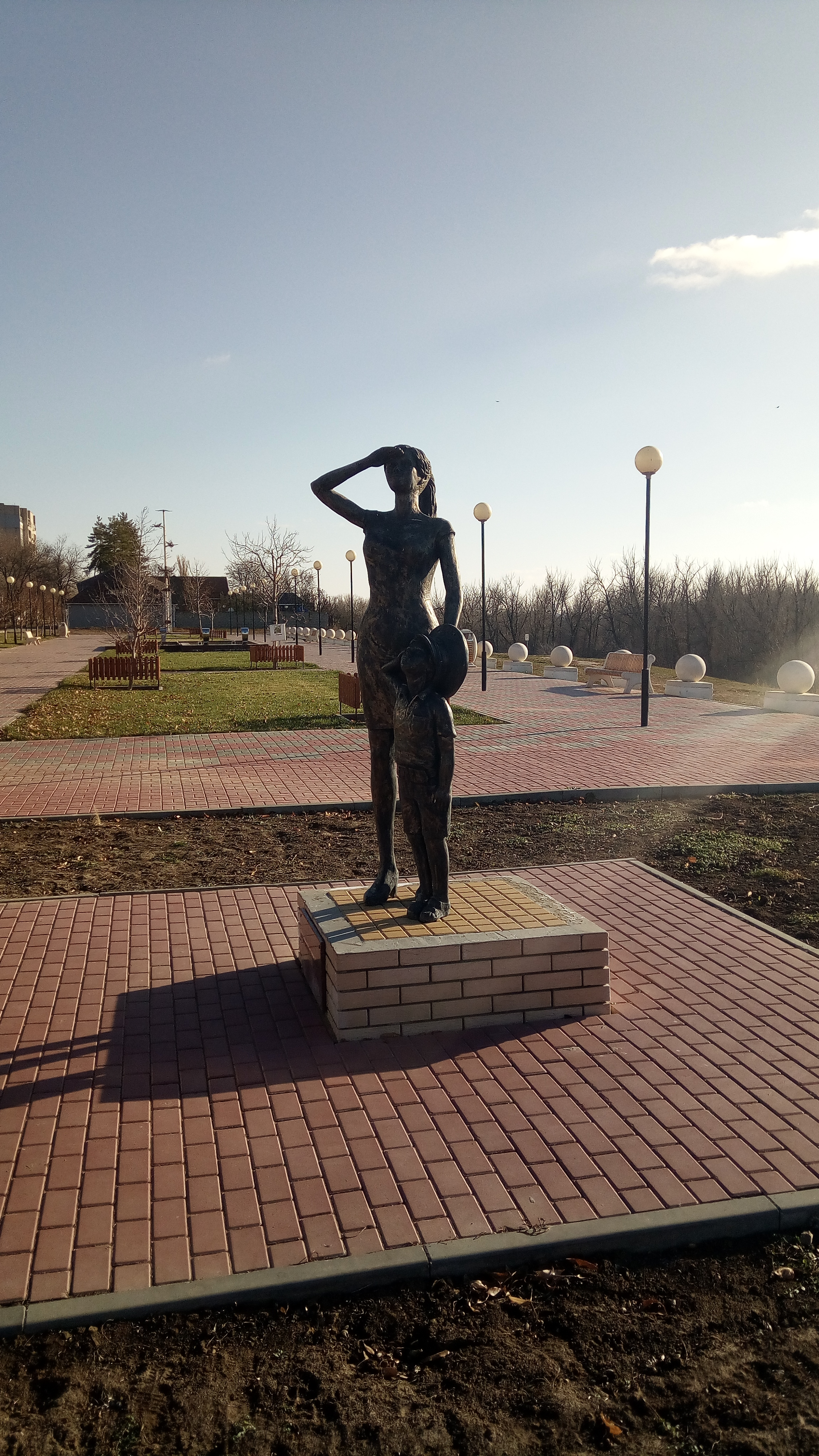
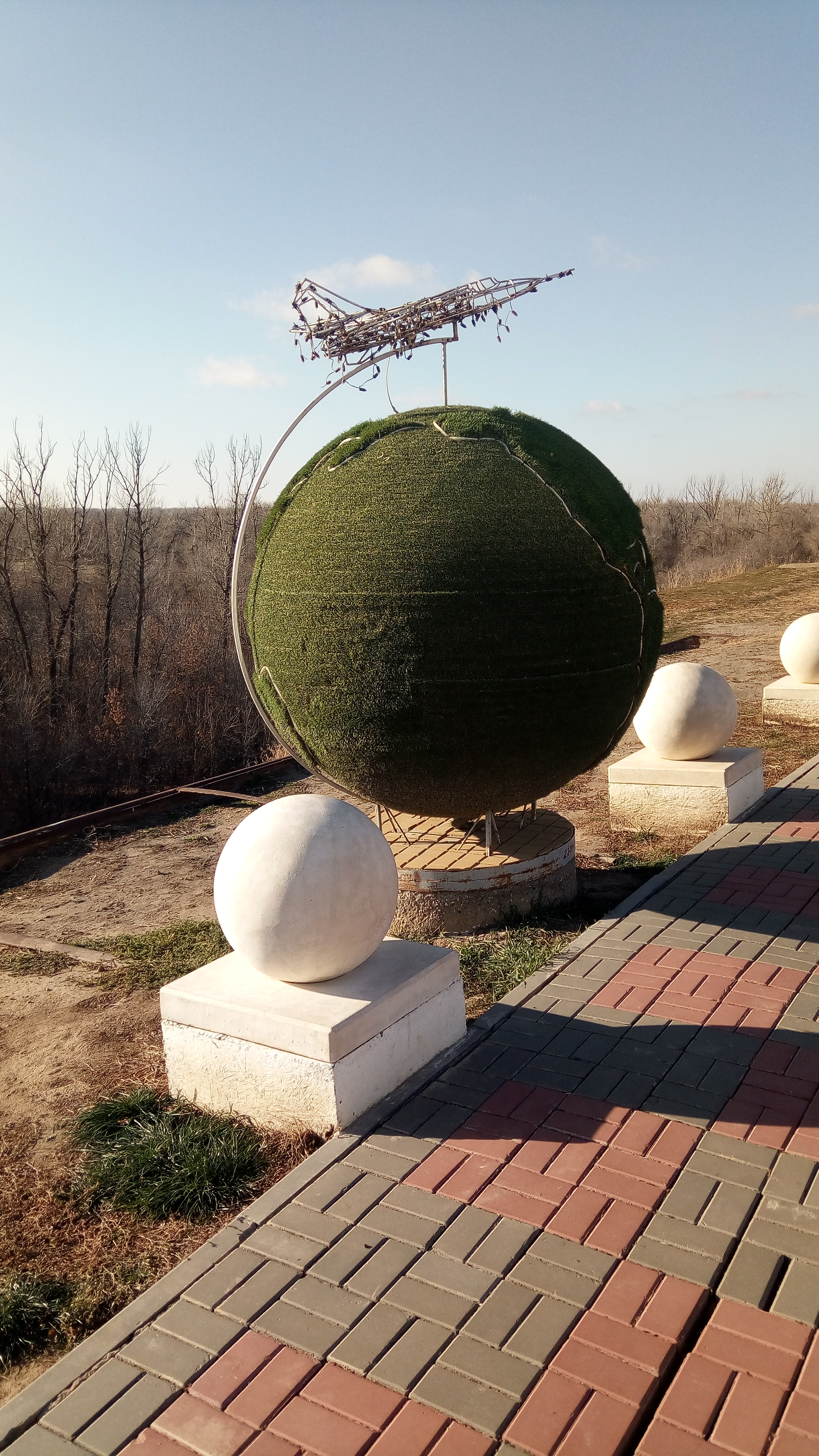
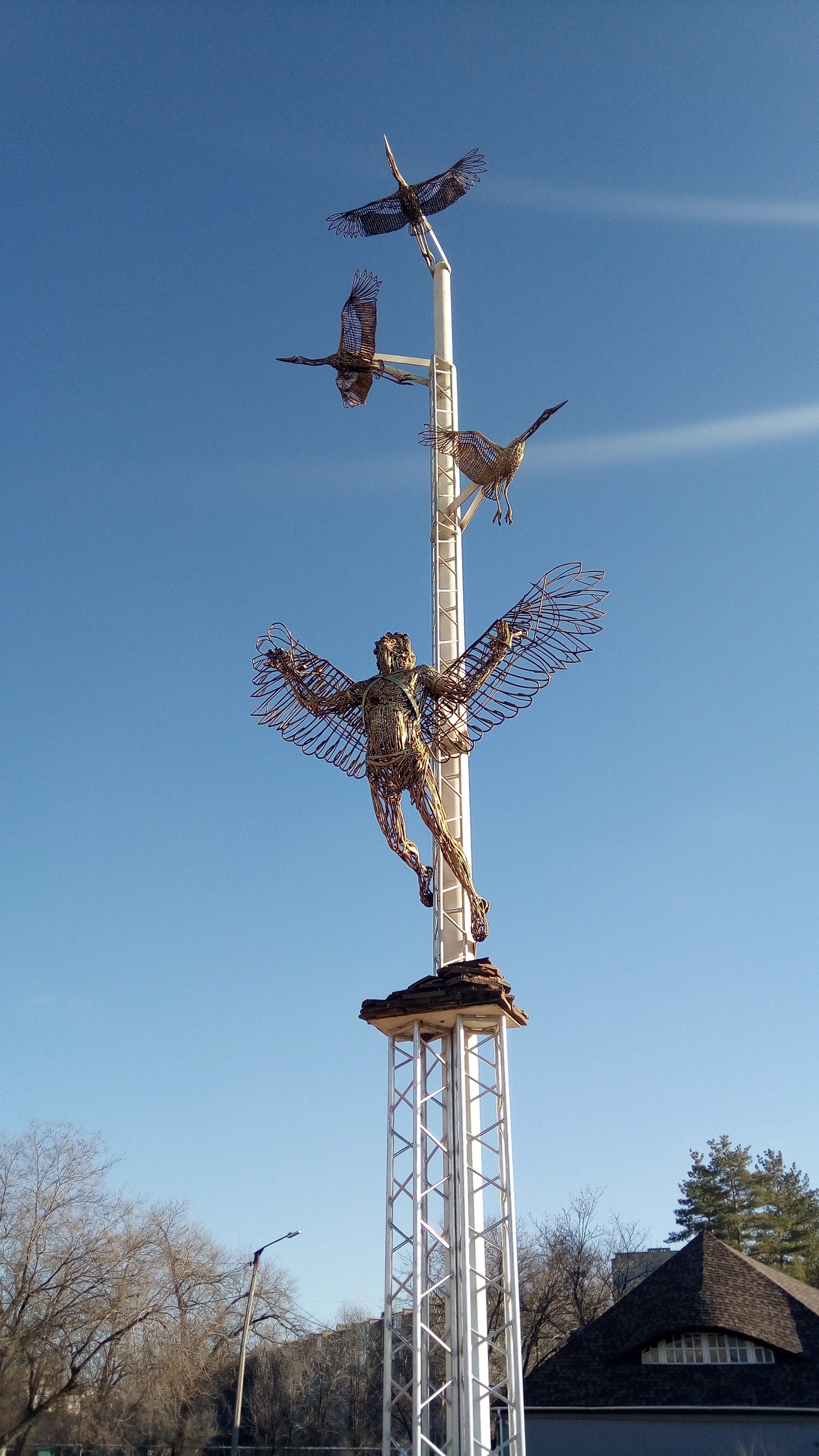